# Seychelle Gabriel
Seychelle Suzanne Gabriel (Burbank, 25 marzo 1991) è un'attrice statunitense, di origini messicane.

## Biografia
Seychelle Gabriel nasce a Burbank, California.
Dopo alcune apparizioni nel film The Spirit, del 2008, e nelle serie TV Zoey 101 e Weeds, nel 2010 ottiene il primo ruolo importante, interpretando la principessa Yue nel film L'ultimo dominatore dell'aria diretto da M. Night Shyamalan, basato sulla serie animata statunitense Avatar - La leggenda di Aang.
Nel 2011 interpreta il ruolo di Lourdes nella serie TV di fantascienza Falling Skies. Nello stesso anno doppia il personaggio di Asami Sato nella serie d'animazione La leggenda di Korra, sequel di Avatar - La leggenda di Aang.

## Filmografia

### Attrice

#### Cinema
- The Spirit, regia di Frank Miller (2008)
- L'ultimo dominatore dell'aria (The Last Airbender), regia di M. Night Shyamalan (2010)
- Honey 2, regia di Bille Woodruff (2011)
- Sleight, regia di JD Dillard (2016)
- La guerra di domani (The Tomorrow War) regia di Chris McKay (2021)

#### Televisione
- Zoey 101 – serie TV, episodio 3x16 (2007)
- Weeds – serie TV, episodi 5x11-5x12-5x13 (2009)
- Miami Medical – serie TV, episodio 1x08 (2010)
- Falling Skies – serie TV, 38 episodi (2011-2014)
- Revenge – serie TV, 4 episodi (2013)
- Beautitiful & Twisted, regia di Chris Zalla – film TV (2015)
- Sleepy Hollow – serie TV, 3 episodi (2017)

### Doppiatrice
- La leggenda di Korra (The Legend of Korra) – serie TV, 37 episodi (2011-2014)

## Doppiatrici italiane
Nelle versioni in italiano delle opere in cui ha recitato, Seychelle Gabriel è stata doppiata da: 
- Veronica Puccio ne L'ultimo dominatore dell'aria, Falling Skies
- Virginia Brunetti in The Spirit
- Silvia Avallone in Sleepy Hollow
- Giulia Franceschetti in La guerra di domani
- Rossa Caputo in Grey's Anatomy

Da doppiatrice è sostituita da:
- Valentina Mari ne La leggenda di Korra.